# Rahim Yar Khan
Rahim Yar Khan là một thành phố thuộc Punjab, Pakistan. Thành phố có dân số ước tính năm 2010 là 353.112 người. Đây là thành phố lớn thứ 17 quốc gia này.